# 函館弁護士会
函館弁護士会（はこだてべんごしかい、Hakodate Bar Association）は、日本に52ある弁護士会の一つである。略称は「函弁」（はこべん）。

## 所在地
- 〒040-0031 北海道函館市上新川町1-3

## 業務内容
- 渡島総合振興局・檜山振興局管内[2]で行なわれる法律相談の運営
- 裁判員制度の普及活動
- 日本弁護士連合会との連携事業

## 歴代会長
1934年3月21日の大火により記録が焼失した。
- 黒住成章[4]
- 谷川定次 1931年度[3]
- 松田令司 1932年度[3]
- 高岡次郎 1934年度[3]
- 溝口久太 1935年度[3]
- 高橋文五郎 1937年、1938年度[3]
- 高橋泰 1939年、1940年度[3]
- 佐々木文治 1942年度[3]
- 島村鋭郎 1943年 - 1946年度[3]
- 松居喜三郎 1949年、1950年度[3]
- 大坂久之助 1951年 - 1953年度[3]
- 登坂良作 1957年度[3]
- 長谷川毅 1958年度[3]